# Ljudmila Andonova
Ljudmila Andonova, nata Ljudmila Žečeva (in bulgaro Людмила Андонова?; Novočerkassk, 6 maggio 1960), è un'ex altista bulgara.

## Biografia
Ha detenuto il record mondiale con 2,07 m dal 20 luglio 1984 al 31 maggio 1986, condiviso con Stefka Kostadinova dal 25 maggio 1986; quest'ultima batté il record nuovamente sei giorni dopo, realizzando 2,08 m.
Ha preso parte a due edizione dei Giochi olimpici: ha partecipato all'edizione di Seul 1988 e a Barcellona 1992.

## Palmarès
| Anno | Manifestazione       | Sede       | Evento        | Risultato | Prestazione | Note |
| ---- | -------------------- | ---------- | ------------- | --------- | ----------- | ---- |
| 1981 | Campionati balcanici | Sarajevo   | Salto in alto | Argento   | 1,95 m      |      |
| 1981 | Universiadi          | Bucarest   | Salto in alto | Argento   | 1,94 m      |      |
| 1982 | Europei indoor       | Milano     | Salto in alto | 12ª       | 1,85 m      |      |
| 1982 | Europei              | Atene      | Salto in alto | 6ª        | 1,91 m      |      |
| 1984 | Campionati balcanici | Atene      | Salto in alto | Oro       | 1,97 m      |      |
| 1987 | Mondiali             | Roma       | Salto in alto | 12ª       | 1,85 m      |      |
| 1988 | Giochi olimpici      | Seul       | Salto in alto | 5ª        | 1,93 m      |      |
| 1992 | Europei indoor       | Genova     | Salto in alto | 15ª       | 1,85 m      |      |
| 1992 | Giochi olimpici      | Barcellona | Salto in alto | 25ª (q)   | 1,88 m      |      |

## Altre competizioni internazionali
1984
- Oro ai Friendship Games ( Praga), salto in alto - 1,96 m